# Provincia de Taza
La provincia de Taza es una de las provincias de Marruecos, parte de la región de Fez-Mequinez. Tiene una superficie de 1502 km² y 559 486 habitantes censados en 2004.

## División administrativa
La provincia de Taza consta de 5 municipios y 43 comunas:

### Municipios
- Aknoul
- Oued Amlil
- Tahala
- Taza

### Comunas rurales
| - Ait Saghrouchen - Ajdir - Bab Boudir - Bab Marzouka - Bni Frassen - Bni Ftha - Bni Lent - Bouchfaa - Bouhlou - Bourd - Bouyablane - Brarha | - El Gouzate - Galdamane - Ghiata Al Gharbia - Gzenaya Al Janoubia - Jbarna - Kaf El Ghar - Maghraoua - Matmata - Meknassa Acharqia - Meknassa Al Gharbia - Msila | - Oulad Chrif - Oulad Zbair - Rbaa El Fouki - Sidi Ali Bourakba - Smià - Taifa - Tainaste - Tazarine - Tizi Ouasli - Traiba - Zrarda |